# Markku Valkonen
Timo Markku Valkonen, född 23 juli 1946 i Helsingfors, är en finländsk konsthistoriker.
Valkonen var 1966–1993 konstkritiker vid Uusi Suomi och Helsingin Sanomat samt 1993–1997 chef för Centralen för utställningsutbyte Frame, 1998–2002 vd för konstcentret Retretti; sedan 2002 chef för Moderna konstmuseet EMMA i Esbo, som öppnades 2006.
Han redigerade tillsammans med Olli Valkonen den 12-delade bokserien Suomen ja maailman taide (1981–1987). Bland Valkonens övriga arbeten märks Ateljeena sotatanner: TK-piirtäjien sota (1989), Kultakausi (1989) och Kuvien Suomi: Suomen taiteen vuosisadat (1992), av vilka det sistnämnda har översatts till ett flertal språk.